# Нинове
Нинове (на нидерландски: Ninove) е град и община в Северна Белгия, окръг Алст на провинция Източна Фландрия. Населението му е около 35 700 души (2006).

## История
Най-старият вариант на името Нинове (Ninove) – Neonifus датира от IX век. По-късни версии на името на града са Ninive и Nineve. Настоящата версия датира от XIV век. Произходът на името на града не е ясен. За него има две теории: че името е от римски или от франкски произход. Означава „нови пасища“.
По време на римското владичество, Нинове е малко селище, разположено в сегашната Nederwijk. С пристигането на франките през IV век, селището нараства до малък земеделски град. От 843 г. територията, на която се намира Нинове, е част от Свещената Римска империя. През XI век тя е завладяна от графа на Фландрия, Балдуин V и цялата територия между реките Шелда и Дендер става част от Фландрия.
След XI век, средновековното селище е укрепено и тъй като оттам минава търговският маршрут между Фландрия и Брабант, градът просперира и се разраства. През 1137 г., Норбертински монаси основават абатството „Свети Корнелий“ в непосредствена близост до града. Абатството притежава големи земи и скоро се превръща в един от най-големите производители на зърно във Фландрия. През 1295 г. градът и земите са закупени от графа на Фландрия, Ги дьо Дампиер.
Периодът XV – XVII век е лош за града заради военните, религиозни и политически конфликти в региона. Абатството е ограбено от французите през 1578 г., по време на Реформацията. През 1658 г., Нинове е окупиран от френската армия. След сключването на Пиренейския договор, Франция връща на Испания територията, но земите сменят владетеля си неведнъж по време на войните на френските крале Луи XIV и Луи XV.
През XVII век, Нинове понася тежко последиците от войните и градът е изправен пред голяма икономическа криза, след като текстилната индустрия в него запада. Голямото абатство е затворено от французите през 1796 г., след като Фландрия е анексирана към Франция.
През XIX век, Нинове се индустриализира и до началото на Първата световна война, градът става център на фламандската кибритна индустрия. Тази индустрия обаче запада и последната фабрика за производство на кибрит е затворена в края на 1970-те.
Населението на Нинове стабилно нараства и градът се превръща в привлекателен търговски, развлекателен и икономически център.